# Maîtrise d'ouvrage
Pour les articles homonymes, voir MOA.
La maîtrise d’ouvrage (MOA) est l'ensemble des missions, fonctions et responsabilités assumées par le maître d’ouvrage ou maître de l'ouvrage, c'est-à-dire par la personne physique ou morale qui commande un ouvrage et finance les travaux. Dans le cadre de la gestion de son projet, le maître de l’ouvrage définit son besoin, fixe ses objectifs, établit un calendrier et alloue un budget, mais il ne gère pas directement les travaux. L'expression maîtrise d’ouvrage peut également désigner, par métonymie, le maître d’ouvrage lui-même,.

## Maître d'ouvrage et maître d'œuvre: rôles et collaboration
Le maître d'ouvrage (MOA) et le maître d'œuvre (MOE) sont deux acteurs clés dans la gestion de projets, notamment dans les domaines de la construction, de l'ingénierie et des systèmes d'information.

### Origine des termes

#### Ouvrage
Le mot ouvrage vient du latin opera, qui signifie « travail » ou « effort ». Il désigne un résultat concret et tangible, comme une construction ou une réalisation matérielle (un bâtiment, un pont, une route). Dans le contexte de la maîtrise d'ouvrage, l’ouvrage est ce que le commanditaire souhaite voir réalisé : c’est l’objectif du projet.

#### Œuvre
Le terme œuvre vient également du latin opera, mais il met davantage l’accent sur le processus de création et le savoir-faire mobilisé. Une œuvre peut être une réalisation artistique, technique ou intellectuelle. Dans le cadre de la maîtrise d'œuvre, c’est l’ensemble des compétences et des efforts nécessaires pour concevoir et réaliser l’ouvrage.

#### Maître
Le mot maître vient du latin magister, qui signifie « celui qui dirige » ou « celui qui possède une expertise ». Dans les deux expressions, il désigne une personne ou une entité qui a autorité et responsabilité dans son domaine :
- le maître de l'ouvrage est celui qui a l’autorité de décider et de financer le projet (il sait ce qu'il veut et il le paie) ;
- le maître d'œuvre est celui qui a l’expertise technique pour le réaliser (il sait comment faire et assure la mise en œuvre).

### Maître d'œuvre (MOE)
Le maître d'œuvre est le professionnel ou l'équipe chargée de la conception et de la réalisation technique du projet. Il intervient pour transformer en ouvrage concret les idées du maître d'ouvrage. Il respecte les contraintes de qualité, de délais et de coûts. Ses missions englobent :
- la conception de l'ouvrage (plans, études techniques) ;
- la coordination des différents intervenants (architectes, ingénieurs, entreprises) ;
- le suivi des travaux pour garantir leur bonne exécution ;
- la livraison de l’ouvrage conforme aux attentes du maître de l'ouvrage.

Le maître d'œuvre peut être un architecte, un bureau d'études techniques ou une entreprise générale du bâtiment, selon la nature du projet.

### Collaboration entre maître d'ouvrage et maître d'œuvre
Le maître d'ouvrage et le maître d'œuvre travaillent en étroite collaboration :
- le maître d'ouvrage exprime ses besoins, valide les propositions et s’assure que la réalisation du projet répond à ses attentes ;
- le maître d'œuvre apporte son expertise technique pour concevoir et réaliser le projet, en tenant compte des contraintes définies par le maître de l'ouvrage.

#### Exemples concrets

##### 1. Projet public: une médiathèque
Une mairie souhaite construire une médiathèque :
- La mairie (maître de l'ouvrage) définit les objectifs (taille, budget, délais) et finance le projet.
- Elle engage un architecte (maître d'œuvre) pour concevoir les plans, choisir les matériaux et superviser les travaux.

- L’architecte coordonne les entreprises de construction et s’assure que la médiathèque est livrée dans les temps et conforme aux attentes de la mairie.

##### 2. Projet privé: une maison individuelle
Un particulier souhaite faire construire sa maison :
- Le particulier (maître de l'ouvrage) définit ses besoins (nombre de pièces, style architectural, budget) et finance le projet.
- Il engage un architecte ou un constructeur (maître d'œuvre) pour concevoir les plans, obtenir les permis de construire et superviser les travaux.
- Le maître d'œuvre coordonne les artisans (maçons, électriciens, plombiers) et s’assure que la maison est construite selon les souhaits du particulier, dans les délais et le budget prévus.

## Origine historique et évolution

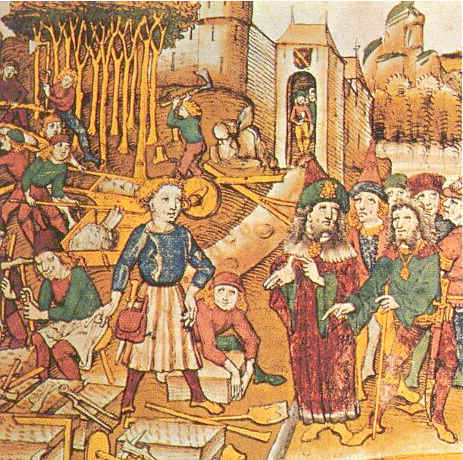
Visite de chantier au Moyen Âge : le maître d'œuvre présente au maître de l'ouvrage l'avancement de la réalisation du projet.

La distinction entre maître d'ouvrage et maître d'œuvre trouve ses racines dans l’histoire de l'architecture et de la construction. Dès l’Antiquité, les grands projets architecturaux (temples, aqueducs, théâtres) nécessitaient une séparation claire entre le commanditaire (souvent un roi, un État ou une institution religieuse) et les artisans ou architectes chargés de la réalisation. Cette division des rôles s’est formalisée au fil des siècles, notamment pendant la Renaissance, où des figures comme Brunelleschi ou Michel-Ange incarnaient le rôle de maître d'œuvre, en travaillant pour des mécènes ou pour des institutions.

### Évolution et élargissement des notions
Avec l’industrialisation et la complexification des ouvrages, cette distinction s’est institutionnalisée, notamment dans le domaine des travaux publics et de la construction. Aujourd’hui, ces notions dépassent largement le cadre de l’architecture et s’appliquent à des domaines variés :
- ingénierie : pour la conception d’infrastructures complexes (ponts, barrages, réseaux ferroviaires) ;
- systèmes d’information : où le maître d'ouvrage peut être une entreprise souhaitant développer un logiciel, et le maître d'œuvre une société de services informatiques :
- industrie : pour des projets de fabrication ou d’optimisation de processus ;
- événementiel : où un organisateur (maître d'ouvrage) fait appel à des prestataires techniques (maître d'œuvre) pour réaliser un festival.

Cette extension des notions de MOA et MOE témoigne de leur universalité : elles répondent à un besoin fondamental de séparation des responsabilités entre celui qui définit les objectifs et celui qui les met en œuvre.

## Rôle de la maîtrise d'ouvrage

### Maître d'ouvrage et organisation de maîtrise d'ouvrage
L'expression maîtrise d’ouvrage désigne les missions, fonctions et responsabilités du maître de l'ouvrage. Ce dernier définit le besoin, fixe les objectifs, établit le calendrier et alloue le budget du projet, sans toutefois gérer directement les travaux. L’expression maîtrise d’ouvrage peut aussi être utilisée par métonymie pour désigner le maître d’ouvrage lui-même.
Dans certains cas, le maître de l'ouvrage peut superviser directement la réalisation de son projet, en particulier si les compétences et ressources nécessaires sont disponibles. Cependant, la gestion quotidienne d’un projet étant généralement une activité exceptionnelle pour lui, il est plus fréquent qu'il mette en place une organisation pour en assurer le suivi, parfois appelée maîtrise d’ouvrage (MOA) ou organisation de maîtrise d’ouvrage. Cette organisation agit en son nom et gère les interactions avec les tiers, tout en garantissant la continuité et la gestion du projet.

### Missions du maître d’ouvrage
Le maître de l'ouvrage est responsable de plusieurs décisions clés :
- Expression du besoin : il définit les objectifs et les exigences du projet.
- Gestion budgétaire : il établit l’enveloppe financière et valide les arbitrages entre coûts et performances.
- Planification : il fixe le calendrier, valide les étapes de la réalisation du projet et prononce la réception de l'ouvrage.

### Spécificités dans le cadre des marchés publics
Dans un marché public, la maîtrise d’ouvrage a des responsabilités supplémentaires :
- Vérification de la faisabilité et de l’opportunité du projet.
- Détermination de la localisation et élaboration du programme détaillé.
- Fixation de l’enveloppe financière prévisionnelle et garantie de son financement.

Le maître de l'ouvrage peut confier certaines études préliminaires à des experts externes (publics ou privés). Dans les projets complexes, il peut également s’appuyer sur une assistance à maîtrise d’ouvrage (AMO) pour l’aider à structurer et piloter le projet.
Une fois le programme et l’enveloppe financière fixés, il revient à la maîtrise d’ouvrage de :
- définir le mode de réalisation de l’ouvrage ;
- déterminer les modalités de consultation adaptées à la nature du projet et aux parties prenantes concernées ;
- sélectionner les maîtres d’œuvre et les entrepreneurs, souvent à l’issue d’un appel d’offres ;
- conclure les contrats relatifs aux études et aux travaux[11].

Durant la réalisation de son projet, le maître de l'ouvrage suit l’avancement des travaux et en assure le financement.

### Réception de l'ouvrage
À l’achèvement des travaux, le maître de l'ouvrage en prononce la réception. Cet acte en marque l’acceptation, avec ou sans réserves. Avant de prononcer la réception de son ouvrage, il doit s’assurer que le résultat est conforme aux exigences qu'il avait définies. À cette fin, il peut mettre en place un programme de qualification ou des contrôles spécifiques.

## Maîtrise d'ouvrage dans l'organisation du projet

### Maîtrise d'ouvrage déléguée ou assistée

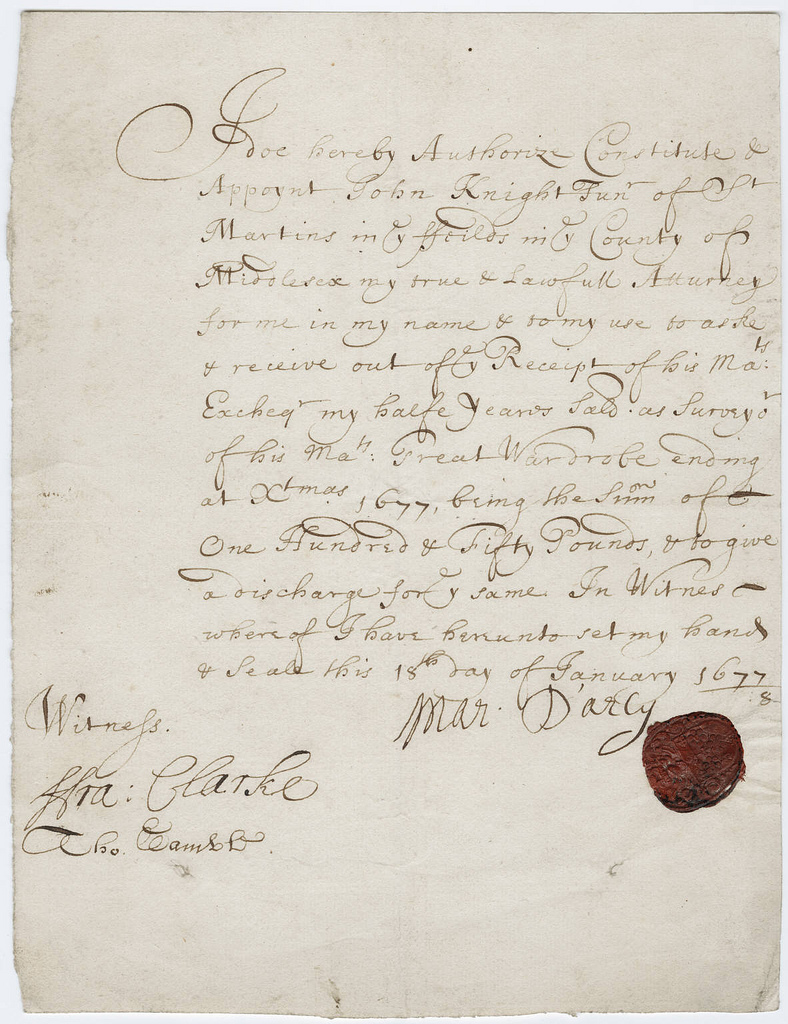
Contrat de mandat, 1677.

La maîtrise d'ouvrage doit assurer de nombreuses tâches pendant le déroulement du projet : validité de l'opportunité, faisabilité, programmation, budget et modes de financement, autorisations administratives et d’urbanisme, cahiers des charges, recrutement des compétences qui l'assisteront (voir ci-dessous), validation des phases d'études du projet, lancement des appels d’offres, passations des marchés, suivi des opérations techniques et des dépenses, réception des ouvrages (étape juridiquement importante), etc.
À défaut de compétence dans un domaine donné (construction de bâtiment par exemple), le maître d'ouvrage peut confier à un mandataire (un maître d'ouvrage mandaté, appelé autrefois maître d'ouvrage délégué) l'exercice, en son nom et pour son compte, de tout ou partie des attributions de la maîtrise d'ouvrage :
1. Définition des conditions administratives et techniques selon lesquelles l'ouvrage sera étudié et exécuté ;
2. Préparation du choix du maître d'œuvre, signature du contrat de maîtrise d'œuvre, après approbation du choix du maître d'œuvre par le maître de l'ouvrage, et gestion du contrat de maîtrise d'œuvre ;
3. Approbation des avant-projets et accord sur le projet ;
4. Préparation du choix de l'entrepreneur, signature du contrat de travaux, après approbation du choix de l'entrepreneur par le maître de l'ouvrage, et gestion du contrat de travaux ;
5. Versement de la rémunération de la mission de maîtrise d'œuvre et des travaux ;
6. Réception de l'ouvrage.

Le mandataire représente le maître de l'ouvrage à l'égard des tiers dans l'exercice des attributions qui lui ont été confiées, il peut le représenter pour l'accomplissement de tous actes afférents aux attributions mentionnées ci-dessus. Il peut notamment agir en justice.
Cependant, il ne peut agir que dans la limite du programme arrêté par le maître de l'ouvrage, qu'il doit respecter. Il doit également en respecter l'enveloppe financière prévisionnelle. Il doit respecter la mission qui lui a été confiée et doit rendre des comptes au mandant, mais son mandat est généralement compris comme une obligation de moyen, et sa responsabilité en cas de dépassement n'est engagée qu'en cas de faute (contrairement au contrat de promotion immobilière, par exemple).
Le maître d'ouvrage conserve un droit de regard sur l'exécution des missions de son délégué.
Le mandat s'achève quand le maître de l'ouvrage a pu constater l'achèvement de sa mission dans les conditions définies par la convention.
Le maître d'ouvrage peut également se faire assister dans la réalisation par un assistant à maîtrise d'ouvrage (AMO, non prévu dans le cadre de la loi MOP mais apparu lors de sa codification au sein du code de la commande publique), qui assure l'exécution des tâches de maîtrise d'ouvrage. L'AMO a un rôle de conseil et de proposition vis-à-vis du maître d'ouvrage, à l'exclusion de toute fonction de représentation vis-à-vis de tiers. Il ne peut donc pas décider quoi que ce soit à la place du maître d'ouvrage.
Le professionnel assistant ou représentant le maître d'ouvrage n'est responsable envers le maître de l'ouvrage que de la bonne exécution des attributions dont il a personnellement été chargé par celui-ci. Selon les contextes ou la complexité des opérations projetées, ce métier se décline donc diversement : maîtrise d'ouvrage déléguée (MOD), assistance à maîtrise d'ouvrage administrative, juridique et/ou technique (AMO.A, AMO.J et/ou AMO.T), spécialisées dans la gestion de projet et les conditions de réalisation techniques et administratives. Elles sont chargées d'accompagner et de piloter la mise en place des phases de déroulement d'un projet.

### Maîtrise d'ouvrage et maîtrise d’œuvre
La distinction entre maître d'ouvrage et maîtrise d'œuvre est essentielle dans le déroulement du projet, car elle permet de distinguer les responsabilités des deux entités :
- la maîtrise d'ouvrage est seule responsable de la fixation des objectifs ;
- le maître d'œuvre a pour mission de réaliser l'ouvrage, dans les conditions de délais, de qualité et de coût fixées par le maître d'ouvrage, et généralement conformément à un contrat.

La maîtrise d'œuvre est donc responsable du bon déroulement du projet, et des choix techniques (relevant de l'état de l'art) inhérents à la réalisation de l'ouvrage et nécessaires pour atteindre les objectifs fixés. Il est responsable du suivi des délais et des budgets selon les modalités définies dans le cahier des clauses administratives particulières (CCAP).
| Acteur           | Description                                                   | Exemples |
| ---------------- | ------------------------------------------------------------- | --- |
| Maître d'œuvre   | Conçoit l'ouvrage, dirige et contrôle l'exécution des travaux | * Architectes * Cabinet de maîtrise d’œuvre pour les constructions n'excédant pas 150 m² * Bureau d'études * Ingénieurs |
| Maître d'ouvrage | Personne pour le compte de laquelle est réalisé l'ouvrage     | * Particuliers * Promoteurs immobiliers * Industriels, commerçants * État ou collectivité locale                        |

Le maître d'œuvre joue un rôle de conseil dans le choix des entreprises qui vont les réaliser. Le choix effectif des entreprises relève de la maîtrise d'ouvrage, afin d'assurer que le maître d'œuvre pourra diriger et sanctionner les intervenants en toute indépendance. Ce principe est souvent difficile à respecter si le maître d'ouvrage ne s'appuie pas sur une assistance technique, car le maître d'ouvrage n'a généralement qu'une connaissance très limitée des techniques et entreprises impliquées, et le maître d'œuvre tend à mettre en avant les entreprises avec lesquelles il a l'habitude de travailler.
Il arrive que la maîtrise d'ouvrage laisse à la maîtrise d'œuvre des choix d'ordre fonctionnel, faute d'avoir suffisamment spécifié les objectifs du projet, mais seul le maître d'ouvrage est en mesure de connaître le besoin de ses utilisateurs. Le maître d'œuvre n'est pas habilité à ajouter de nouvelles fonctionnalités au cours du projet même si cela lui semble opportun. De tels choix doivent normalement être soumis à l'arbitrage de la maîtrise d'ouvrage.
La distinction entre maîtrise d'œuvre et maîtrise d'ouvrage est difficile lorsque les deux fonctions sont assurées au sein de la même entreprise. Dans de pareils cas, il est d'autant plus essentiel de bien définir contractuellement les rôles respectifs des deux entités. C'est pour éviter de tels problèmes que la loi MOP interdit que le représentant de la maîtrise d'ouvrage puisse avoir le moindre rôle dans la maîtrise d'œuvre dans le cas d'une maitrise d'œuvre externalisée. Cette exclusion n'existe pas en cas de maitrise d'œuvre interne.

### Maîtrise d'ouvrage et architecte

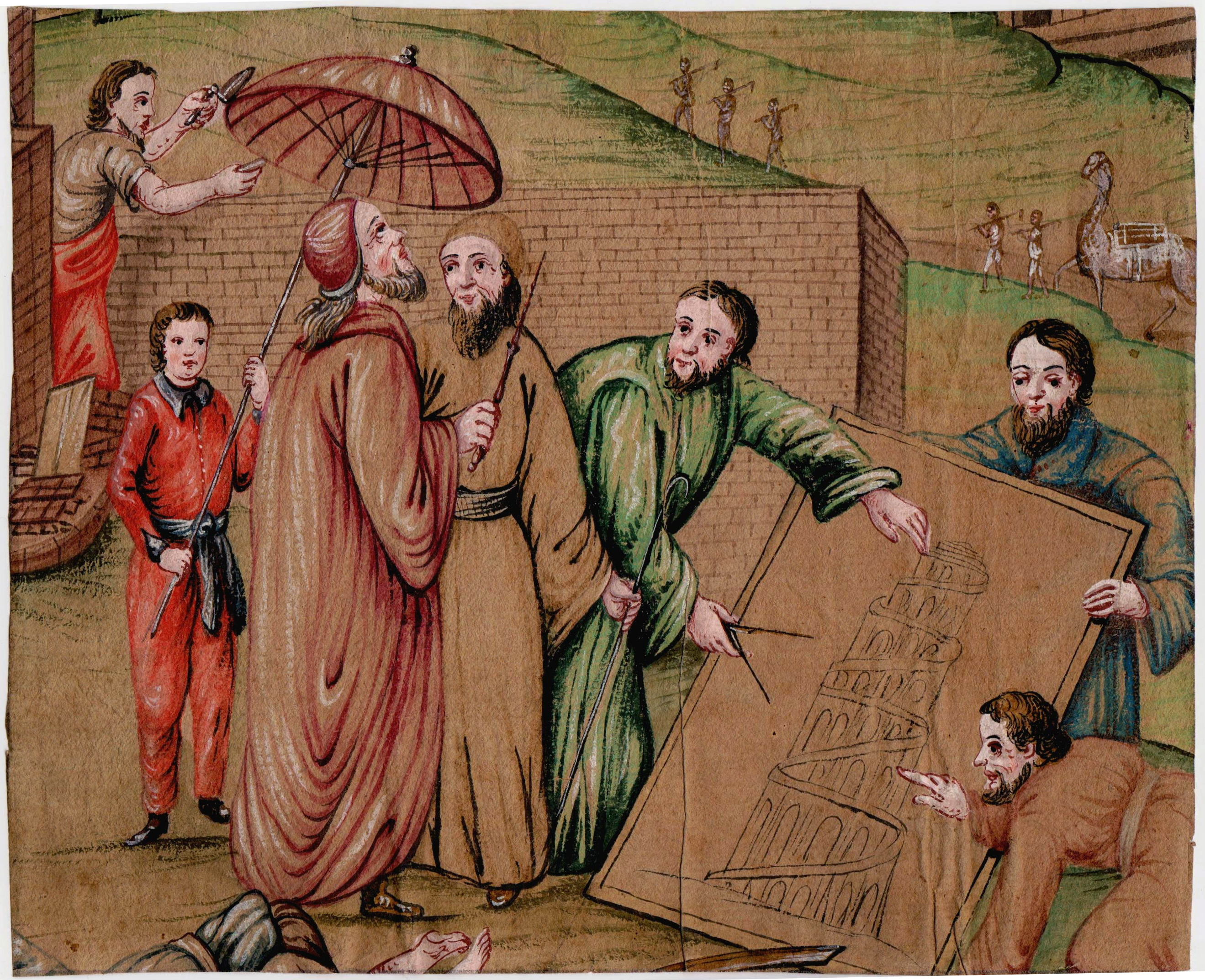
L'architecte de la tour de Babel - Gouache.

En général, l'ouvrage à réaliser n'est pas un produit sur étagère, répondant à une définition préexistante, mais demande un travail de conception préalable à sa réalisation. Pour cela le MO fait appel à soit un Architecte qui est aussi maître d'œuvre soit un cabinet de Maîtrise d’œuvre pour les constructions n'excédant pas 150 m² (cette surface peut varier en fonction des pays, la plupart n'imposant pas le recours à un architecte diplômé).
Le rôle propre du maître d'œuvre est :
- dans une première phase de conception, l'établissement des plans de l'ouvrage apte à satisfaire le besoin exprimé ;
- dans une seconde phase de réalisation, le contrôle de l'exécution des travaux par rapport à ses spécifications techniques.

L'articulation contractuelle avec le maître d'ouvrage peut se faire de deux manières :
- souvent, le maître d'œuvre assurera à la fois la conception et la maîtrise d'œuvre de la réalisation. Dans ce cas, le maître d'ouvrage devra généralement s'appuyer sur une assistance technique pour s'assurer de la qualité de l'ouvrage et du respect du programme[14] ;
- la conception et la réalisation de l'ouvrage peuvent faire l'objet de deux contractualisations distinctes. Dans ce cas, il peut contrôler l'exécution des travaux en tant que représentant de la maîtrise d'ouvrage.

## Maîtrise d'ouvrage en construction

### Introduction
Le maître de l'ouvrage est une personne morale ou physique (particulier), privée (SCI, SA, etc.) ou publique (État, collectivité, etc.). Lorsqu’il s'agit d'un maître d'ouvrage public, son rôle et ses missions sont définis par le titre I de la loi n° 85-704 du 12 juillet 1985 dite « loi MOP ». Cette loi institue des obligations légales qui s'imposent au maître d'ouvrage public et traite des relations entre la maîtrise d'ouvrage public et la maîtrise d'œuvre privée.
Certaines personnes mentionnées à l'article I de la loi se voient également soumises au Code des marchés publics. D'autres seront uniquement soumises à la loi sur la maîtrise d'ouvrage public, mais pas au Code des marchés publics. La loi MOP mentionne que le maître d'ouvrage public ne peut se démettre de ses obligations et se trouve dans l'obligation de rédiger un document appelé « programme ». Bien évidemment, ce maître d'ouvrage public peut se faire aider pour l'aspect rédactionnel de son programme, mais il en est l'unique dépositaire vis-à-vis de la maîtrise d'œuvre.
La maîtrise d'ouvrage est à l’origine de l'expression fonctionnelle des besoins, représente très fréquemment les intérêts de l’utilisateur final de l'ouvrage, et à ce titre le réceptionne, voire en assure ou en fait assurer l'entretien annuel (s'il en est le propriétaire ou s'il a reçu mandat pour le faire).
Le métier de la maîtrise d'ouvrage couvre le spectre de l’ensemble des actions liées à la naissance et à la vie d'un bâtiment ou d'un ouvrage de génie civil (infrastructure).

### Rôle de pilote de l'opération immobilière et de construction
Responsable et pilote de l'opération immobilière, parfois au-delà de la réception des ouvrages, la maîtrise d’ouvrage doit s’entourer des compétences techniques, juridiques et commerciales, notamment dans les domaines du montage d’opérations et de la gestion de projet, en interne ou en externe, mais aussi dans le domaine de la construction.
Cet ensemble d’actions de pilotage du développement du projet, de soutien et suivi de sa mise en œuvre et de sa réalisation (chantier) jusqu'à la livraison de l'ouvrage proprement dit, doit donc s'appuyer sur de nombreux métiers qui assistent le MOA, tels que :
- analystes réglementaires, de patrimoine ;
- études notariales, juristes, assureurs ;
- bureaux de diagnostics techniques, experts en bâtiment ;
- maîtrise d'œuvre (MOE) architecturale (simple ou complexe), qui assure le projet architectural et technique et la conduite du chantier ;
- maîtrise d'œuvre (MOE) technique (bureaux d'études techniques par spécialité) ;
- ordonnancement, pilotage, coordination (OPC) des chantiers ;
- bureaux de contrôle technique (CT) (généralistes ou par spécialité le cas échéant) ;
- coordination en matière de Sécurité et de protection de la santé (C.SPS) ;
- coordination en matière de Systèmes de sécurité incendie (C.SSI) ;
- entreprises de bâtiments ou de travaux publics, etc.

Ce métier recouvre aussi la nécessaire coordination avec les services municipaux du lieu du projet : voiries, urbanisme, commissariat, CRAM, Inspection du travail, services concédés (égouts, eau, EDF, GDF, réseaux de télécommunications, etc.), service départemental d’architecture, direction des affaires culturelles (DRAC, dans le cas de bâtiments classés), etc.

### Phase travaux
La qualité de maître de l'ouvrage est complexe et lourde en responsabilités. Ces responsabilités sont partagées, à divers degrés, par celles des intervenants qui conçoivent, qui exécutent, et qui contrôlent ces travaux.
Si le maître d'ouvrage n'a pas de compétence particulière dans le domaine de la construction, il s'appuie sur des acteurs ayant des compétences spécifiques dans le domaine du bâtiment et de la construction: maître d'œuvre, architecte, agréé en architecture, économiste de la construction, métreur vérificateur, acheteur spécialiste de la construction, bureau de contrôle, bureau d'études, etc. (déjà cités plus haut).
Les travaux confiés par le maître de l'ouvrage sont réalisés par des entreprises qui réalisent tout ou partie des travaux. L'entreprise peut en principe toujours donner des travaux en sous-traitance à une entreprise qui est sa subordonnée ou travailler en co-traitance avec une entreprise associée pour l'opération. L'entreprise peut réaliser tous les corps d'état (tous les travaux). Elle est alors qualifiée d'« entreprise générale ». Si le maître de l'ouvrage confie ses travaux en choisissant une entreprise par spécialité on qualifie généralement cette opération comme réalisée en « lots séparés », ou encore « allotie ».

### Cas particuliers
Le maître de l'ouvrage, selon l'ampleur ou la complexité du projet, peut choisir de faire appel à un opérateur « global » dénommé alors « contractant général » (conception et réalisation - clefs en main- etc.) et est le seul responsable vis-à-vis de son client. Si l'ouvrage est une maison individuelle, il est appelé « constructeur de maison individuelle ». La notion de « constructeur » pour une maison n'est pas réglementée, pas plus que celle de « conducteur » pour la conduite de véhicule. En revanche, c'est le « contrat de construction de maison individuelle » qui est défini et encadré par la loi (art. L 231-1 et suivants du Code de la construction).
Quand un maître de l'ouvrage fait appel à l'emprunt, le service immobilier de l'établissement qui finance a, vis-à-vis de son client, un devoir de renseignement et de conseil. Ce devoir est d'autant plus important que souvent l'organisme dispose d'un service spécialisé. Certains établissements externalisent ce devoir vis-à-vis de leurs clients auprès de société d'assistance ou d'organisation spécialisée.
Le maître d'ouvrage peut se faire conseiller par les organisations de consommateurs ou d'aide au logement : ADIL.

## Maîtrise d'ouvrage de système d'information
L'expression « maître d'ouvrage » décrit ici dans le contexte d'un projet de système d'information a été emprunté au vocabulaire du bâtiment et des travaux publics.
Il existe des maîtrises d'ouvrage dites « métiers » et des maîtrises d'ouvrage systèmes d'information.
La maîtrise d’ouvrage est responsable de l’efficacité de l'organisation et des méthodes de travail autour des systèmes d'information. Elle fait appel à un maître d'œuvre (MOE) interne et/ou externe pour obtenir les produits (matériels, logiciels, services et solutions) nécessaires à la réalisation de sa mission.
La maîtrise d'ouvrage joue un rôle clé dans l'organisation des entreprises, car elle est responsable de la bonne compréhension et des bonnes relations entre les directions métier et les directions informatiques (études et exploitation).
L'expression « maître d'ouvrage » est employée en France. Au Canada est employée l'expression « entrepreneur général ».

### Responsabilité au niveau de chaque direction métier
Il existe pour chaque direction métier une maîtrise d'ouvrage qui :
- décrit les besoins, le cahier des charges ;
- établit le financement et le planning général des projets ;
- fournit au MOE les spécifications fonctionnelles générales (le « modèle métier ») et valide la recette fonctionnelle des produits ;
- coordonne les instances projets entre les utilisateurs métiers et la MOE ;
- assure la responsabilité de pilotage du projet dans ses grandes lignes ;
- adapte le périmètre fonctionnel en cas de retard dans les travaux, pour respecter la date de la livraison finale.

### Responsabilité au niveau de l'entreprise
Au niveau de l'entreprise dans son ensemble, la coordination des maîtrises d'ouvrage (voir ci-dessous) prend les grandes décisions sous l'autorité du directeur général ; elle :
- décrit les exigences générales, les révise le cas échéant ;
- contrôle la gestion par le maître d'œuvre (MOE) du portefeuille de projets ;
- identifie avec la direction les problèmes juridiques pouvant se poser ;
- participe à la politique de sécurité du système d'information ;
- contrôle l'exécution par le MOE des contrats d'infogérance passés avec les fournisseurs ;
- assure avec le MOE les tâches d'urbanisation du système d'information.

### Fonctions dans la maîtrise d'ouvrage
La fonction de maîtrise d'ouvrage a été mise en avant dans les projets de système d'information pour mieux prendre en compte les dimensions « non informatiques » ou « non techniques » des projets :
- organisation et maintenance des processus métiers ou procédures ;
- formalisation des besoins d'évolution des métiers ;
- conduite du changement (voir accompagnateur du changement) ;
- formation des utilisateurs, etc.

On distingue différents acteurs dans la maîtrise d'ouvrage :
- le maître d’ouvrage stratégique (MOS) ;
- le maître d’ouvrage délégué (MOD) ;
- l'architecte métier ;
- L'urbaniste des systèmes d'information ;
- le sponsor ;
- l'assistant à maîtrise d’ouvrage (AMO) ;
- l'expert métier ;
- enfin, l’utilisateur, au service duquel se trouvent toutes les autres fonctions.

Il existe aussi une fonction de coordination des maîtrises d'ouvrage, qui peut être porté par ce qu'on appelle une MOA Déléguée, dont le rôle est de coordonner sous l'autorité du directeur général les maîtrises d'ouvrage de chaque direction métier.
Le rôle de la maîtrise d'ouvrage, et plus précisément de la « maîtrise d'ouvrage stratégique », est de s'assurer de la bonne adéquation entre :
- d'une part la stratégie « métier » de l'entreprise ou de l'organisation (les objectifs, les enjeux...)
- et d'autre part le système d'information qui doit se mettre au service de cette stratégie.

C'est ce qu'on appelle parfois l'« alignement stratégique du système d'information » ou l'« alignement métier ». Le système d'information doit progressivement évoluer pour se conformer à la stratégie de l'entreprise.